# Amt Bad Wilsnack/Weisen
La comunità amministrativa di Amt Bad Wilsnack/Weisen si trova nel circondario del Prignitz nel Brandeburgo, in Germania.

## Società

### Evoluzione demografica
- Sviluppo della popolazione dal 1875 entro gli attuali confini (Linea Blu: Popolazione; Linea puntata: Confronto dello sviluppo della popolazione dello stato del Brandenburgo; Sfondo grigio: Ai tempi del governo nazista; Sfondo rosso: Al tempo del governo comunista)
- Sviluppo recente della popolazione (Linea blu) e previsioni

| Anno | Abitanti |
| ---- | -------- |
| 1875 | 7 763    |
| 1890 | 7 614    |
| 1910 | 7 480    |
| 1925 | 8 281    |
| 1939 | 9 243    |
| 1950 | 12 378   |
| 1964 | 9 751    |

| Anno | Abitanti |
| ---- | -------- |
| 1971 | 9 324    |
| 1981 | 7 964    |
| 1985 | 7 746    |
| 1990 | 7 328    |
| 1995 | 6 992    |
| 2000 | 7 342    |
| 2005 | 6 921    |

| Anno | Abitanti |
| ---- | -------- |
| 2010 | 6 454    |
| 2015 | 6 098    |
| 2016 | 6 082    |
| 2017 | 6 096    |
| 2018 | 6 065    |
| 2019 | 6 061    |
| 2020 | 6 091    |

Fonti dei dati sono nel dettaglio nelle Wikimedia Commons..

## Suddivisione
Comprende 5 comuni:
- Bad Wilsnack
- Breese
- Legde/Quitzöbel
- Rühstädt
- Weisen

Capoluogo e centro maggiore è Bad Wilsnack/Weisen.